# Villa del Ferlaro
La villa del Ferlaro è un edificio dalle forme neoclassiche, situato nel parco naturale regionale dei Boschi di Carrega in via Monte Coppe Sotto 2, in prossimità dell'abitato di Sala Baganza ma all'interno dei confini comunali di Collecchio, in provincia di Parma.

## Storia
Nel XVI secolo il territorio del Ferlaro e dell'adiacente Montecoppe apparteneva, unitamente ai boschi adiacenti, ai conti di Sala Baganza Sanvitale, ma nel 1612 fu confiscato al conte Alfonso dal duca di Parma Ranuccio I Farnese, per la sua presunta partecipazione alla congiura dei feudatari che comportò la condanna a morte di numerosi nobili del Parmense.
Nei decenni seguenti le vaste terre furono in parte frazionate e alienate; il Ferlaro e parte di Montecoppe furono acquistati dai Fedolfi, che vi costruirono un casino di caccia e un oratorio privato dedicato al rosario, mentre la restante parte di Montecoppe fu comprata dal monastero di Santa Teresa di Parma.
La duchessa Maria Amalia, moglie del duca Ferdinando di Borbone, nel 1775 incaricò l'architetto di Corte Ennemond Alexandre Petitot della costruzione, sul luogo di un preesistente edificio, del neoclassico Casino dei Boschi, al centro della grande tenuta di caccia farnesiana adiacente al Ferlaro; la residenza estiva ducale fu completata nel 1789. Il monastero di Santa Teresa fu soppresso da Napoleone agli inizi del XIX secolo e tutti i suoi beni furono confiscati dal governo; parte di Montecoppe pervenne quindi, dopo la sua incoronazione, alla duchessa Maria Luigia, che nel 1819 acquistò inoltre i boschi e il Casino e incaricò l'architetto Nicola Bettoli dell'ampliamento dell'edificio.
Nel 1827 gli eredi del capitano Pietro Fedolfi alienarono la tenuta del Ferlaro e di Montecoppe alla duchessa, che si rivolse all'architetto Paolo Gazola per la costruzione di una residenza più defilata per i suoi due figli Albertina e Guglielmo di Montenuovo, avuti dal marito morganatico Adam Albert von Neipperg; l'antico Casinetto Fedolfi fu completamente ricostruito tra il 1828 e il 1831 e trasformato in una grande villa neoclassica, conservando solo l'oratorio, ricostruito nel 1783 da Antonio Fedolfi e reintitolato a santa Maria delle Grazie.

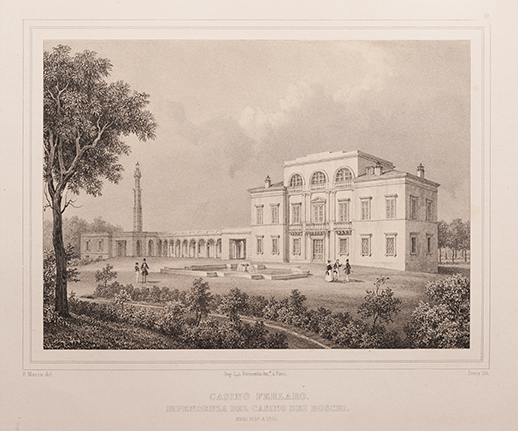
Pietro Mazza, Casino Ferlaro, dipendenza del Casino dei Boschi, 1828-1831

Negli stessi anni Maria Luigia incaricò il giardiniere Carlo Barvitius della realizzazione, con la collaborazione di Antonio Linhart, di un grandioso parco all'inglese all'interno della tenuta, ricchissimo di piante monumentali e percorso da strade alberate, per collegare a Collecchio e Sala Baganza il Casino, il Ferlaro e i numerosi edifici di servizio, tra cui le stalle e caseifici di Montecoppe Alto e Basso; tra le due ville fu inoltre creato un maestoso viale di cedri; i lavori, avviati nel 1827, furono completati nel 1832.
Nel 1835 la duchessa donò alla Camera ducale di Parma l'immensa tenuta di oltre 2 000 ettari, che alla sua morte nel 1847 passò ai duchi Borbone.
A partire dal 1855, fino al 1857 sotto la direzione dei lavori del Gazola e successivamente fino al 1859 dell'architetto Ernesto Piazza, la prolunga a ovest, costituita originariamente da un porticato a un solo livello, fu sopraelevata di un piano, per ospitare il dormitorio estivo delle studentesse del convitto delle orsoline; non fu invece mai edificata la simmetrica ala est, prevista nel progetto iniziale.
Dopo l'Unità d'Italia del 1860, la proprietà pervenne ai Savoia, che tra il 1871 e il 1872 la cedettero in gran parte all'ingegner Severino Grattoni come compenso per la progettazione e direzione dei lavori del traforo ferroviario del Frejus.
Dopo la morte del Grattoni nel 1876, gli ingenti costi di mantenimento e manutenzione convinsero la vedova a mettere in vendita la proprietà. Nel 1883 fu formalizzato l'acquisto da parte dei marchesi genovesi Andrea e Giovanni Battista Carrega, principi di Lucedio. Tra il 1888 e il 1893 la villa del Ferlaro fu concessa in uso alle Figlie della Croce quale residenza estiva per le allieve del collegio di Santa Cecilia di Parma.
Nel 1923 la grande proprietà fu suddivisa fra i due figli del principe Franco: mentre il Casino fu ereditato dal marchese Andrea, il Ferlaro toccò al marchese Giacomo, che nel secondo dopoguerra avviò nella villa un laboratorio di ceramica; dopo alcuni anni spostò la sede a Collecchio, nel grande edificio posto a fianco dell'ingresso del parco, ma nel 1966 suo figlio Azzolino lo alienò ad Angelo Alinovi. Pochissimi anni dopo l'imprenditore Renzo Salvarani acquistò la villa, col parco e la tenuta, estesi su una superficie di oltre 300 ettari; fece inoltre completamente ristrutturare l'edificio e risistemare il parco e i boschi circostanti. Alla fine degli anni settanta parte della tenuta del Ferlaro fu donata al Comune di Collecchio affinché fosse messa a disposizione della collettività, mentre verso il 1980, a causa della crisi dell'industria, la villa fu alienata a privati.
L'edificio fu in seguito parzialmente adattato per poterlo utilizzare per cerimonie, sfilate e manifestazioni, ma nel 2016 fu nuovamente messo in vendita.

## Descrizione
L'ampio parco si sviluppa in posizione pressoché pianeggiante ai piedi delle colline, all'interno del parco naturale regionale dei Boschi di Carrega e contemporaneamente ai margini dell'abitato di Sala Baganza; nel mezzo è collocata la villa, che si allunga in direzione est-ovest parallelamente ai due viali di accesso, tra cui quello monumentale a occidente, affiancato da cedri, che raggiunge il Casino.

### Villa
La villa si sviluppa su un corpo principale a pianta rettangolare, da cui si allunga verso ovest una più bassa ala porticata, che si conclude nella cappella.
L'edificio padronale, interamente intonacato, è caratterizzato dalla presenza di due facciate d'ingresso, differenti fra loro, ma entrambe suddivise simmetricamente in tre parti, con una porzione centrale disposta su tre livelli fuori terra e due ali sviluppate su due piani.
Il prospetto principale a sud presenta al centro l'ampio portale d'ingresso, delimitato da una cornice e chiuso da un portone a due ante realizzato nel 1830 dal falegname Giuseppe Baistrocchi su disegno del Gazola, mentre ai lati si trovano due finestre; al livello superiore è collocato nel mezzo un balcone in aggetto, su cui si affaccia una portafinestra, sormontata da un timpano triangolare, mentre ai lati, oltre due coppie di lesene con capitelli ionici, sono poste due più piccole portefinestre analoghe; all'ultimo piano si aprono tre ampie finestre a lunetta ad arco a tutto sesto incorniciate, mentre a coronamento si eleva oltre il cornicione il frontone a gradoni. Le due ali presentano due ordini di finestre delimitate da cornice e sormontate da architrave in aggetto, divise da una sottile fascia marcapiano.
La facciata nord è caratterizzata dalla presenza, al livello terreno della porzione centrale, di un porticato retto da colonne con capitelli dorici, provenienti dal parco del palazzo Ducale di Colorno; al primo piano si trova un ampio balcone balaustrato, su cui si aprono tre portefinestre; all'ultimo livello sono collocate tre finestre a lunetta, delimitate da cornici modanate; le due ali, in aggetto, si elevano su due ordini di aperture incorniciate.
La lunga ala ovest si sviluppa su due livelli fuori terra oltre all'interrato; la facciata sud è preceduta al piano terra da un porticato ad arcate a tutto sesto, rette da pilastri; il primo piano è decorato su entrambi i prospetti con una serie di lesene collegate da arcate a tutto sesto, che inquadrano le aperture ad arco.. All'estremità occidentale aggetta la struttura contenente gli ambienti di servizio e l'antica cappella dei Fedolfi; a coronamento si eleva un alto camino a guglia, in stile neogotico.
All'interno la villa, modificata più volte nei vari passaggi di proprietà, ospita nel mezzo un grande salone suddiviso in tre campate, di cui la centrale, voltata a vela, più ampia delle due laterali, voltate a botte; le coperture sono ornate con affreschi neoclassici a grottesche. Ai lati si aprono varie sale di rappresentanza, anch'esse decorate con affreschi o stucchi sulle volte; di particolare pregio risulta la sala da bagno neoclassica, caratterizzata dalla presenza, all'interno di due ampie nicchie a pianta semicircolare, di due vasche. Le camere da letto del primo piano, pavimentate con parquet ottocenteschi, presentano sulle volte di copertura decorazioni analoghe al livello inferiore.

### Parco
Il parco all'inglese si estende su una superficie di 18 ettari, ove si alternano zone a prato attorno alla villa a fitte boscaglie, abitate da caprioli, lepri e fagiani, nella porzione occidentale; tra le piante si trovano numerosi esemplari secolari di ippocastani, cedri, abeti e pini neri.
A sud della villa il giardino, parzialmente terrazzato, accoglie alcuni pergolati, una fontana e una piscina.
A nord i vialetti ad andamento circolare, affiancati da gruppi di conifere secolari, raggiungono la confluenza del rio Valline nel rio Manubiola.
A ovest, oltre al viale dei Cedri, si allunga un secondo viale in rettifilo, che raggiunge e supera il lago dei Pini; da quest'ultimo si sviluppa verso nord una carraia rettilinea, diretta al caseificio di Montecoppe.

### Caseificio Montecoppe
A nord della villa, a lato della strada provinciale sorge l'azienda agricola Montecoppe, costituita da vari fabbricati di diverse epoche, tra cui il moderno caseificio costruito nel 2016 su progetto dell'architetto Guido Canali.
Di pregio risulta l'antico caseificio a pianta rettangolare fronteggiante la strada, forse realizzato originariamente nella seconda metà del XVIII secolo quale oratorio per volere delle monache di Santa Teresa, ma rimasto incompiuto; terminato probabilmente verso la metà del XIX secolo su progetto del Gazola in stile neogotico, fu internamente ricostruito nel 1858 dal perito Luigi Abbati per volere della duchessa reggente Luisa Maria.
La simmetrica facciata a salienti, rivestita in pietra come il resto dell'edificio, presenta tre grandi bifore ad arco a sesto acuto, decorate con medaglioni in cotto contenenti gli stemmi borbonici; in sommità, al centro si apre una monofora ad arco ogivale, sormontata da un oculo cieco, mentre ai lati si allungano due attici.
I fianchi, scanditi da paraste, sono illuminati da tre coppie di grandi monofore a sesto acuto, sormontate da oculi. Il simmetrico prospetto posteriore a capanna presenta tre finestre ad arco ogivale su due livelli; in sommità, sotto allo stemma borbonico, è collocata una formella in cotto riportante le iniziali del perito Abbati e la data di ristrutturazione dell'edificio.

### Esplicative
1. ↑  Il nome Ferlaro ha probabilmente origine dal parmigiano ferla, col significato di "stampella", la cui forma ricalca l'andamento dei due rii Valline e Manubiola in corrispondenza della loro confluenza a nord della villa. Vedi  Villa del Ferlaro, su ilparcopiubello.it. URL consultato il 2 febbraio 2017.

### Bibliografiche
1. 1 2 3 4   Ubaldo Delsante, Il caseificio di Montecoppe... pag.2, su museidelcibo.it. URL consultato il 2 febbraio 2017 (archiviato dall'url originale il 4 febbraio 2017).
2. ↑  Botta, p. 229.
3. 1 2 3  Gambara, p. 259.
4. 1 2   Casinetto dei Boschi di Carrega, su turismo.comune.parma.it. URL consultato il 2 febbraio 2017 (archiviato dall'url originale il 9 aprile 2019).
5. ↑   Fedolfi Pietro, su parmaelasuastoria.it. URL consultato il 2 febbraio 2017 (archiviato dall'url originale il 21 gennaio 2016).
6. ↑  Gambara, p. 260.
7. 1 2 3 4 5 6 7  Cirillo, Godi, p. 314.
8. 1 2   Residenze ducali di Sala Baganza, su marialuigia2016.it. URL consultato il 2 febbraio 2017 (archiviato dall'url originale il 4 febbraio 2017).
9. 1 2 3 4 5 6 7 8  Gambara, p. 262.
10. 1 2 3 4 5   Villa del Ferlaro, su ilparcopiubello.it. URL consultato il 2 febbraio 2017.
11. ↑  Touring Club Italiano, p. 37.
12. 1 2 3   Descrizione, su bbcc.ibc.regione.emilia-romagna.it. URL consultato il 2 febbraio 2017 (archiviato dall'url originale il 10 aprile 2018).
13. ↑  Gambara, p. 271.
14. ↑  Gambara, pp. 271-272.
15. ↑  Gambara, pp. 262, 272.
16. ↑   L'atélier del Ferlaro dove nasce l'arte della ceramica, su viviltaro.it. URL consultato il 2 febbraio 2017 (archiviato dall'url originale il 4 febbraio 2017).
17. ↑   Maria Chiara Perri, L'erede mancato dell'impero Salvarani: "Vi racconto la mia verità sul fallimento", in parma.repubblica.it, 23 ottobre 2012. URL consultato il 2 febbraio 2017.
18. 1 2   Da Maria Luigia all'agenzia immobiliare: in vendita la Villa del Ferlaro a Collecchio, in parma.repubblica.it, 9 giugno 2016. URL consultato il 2 febbraio 2017 (archiviato dall'url originale il 16 giugno 2016).
19. ↑  Città di Sala Baganza, p. 6.
20. 1 2 3 4 5  Gambara, p. 261.
21. 1 2  Corazza Martini, p. 8.
22. 1 2 3 4 5  Molossi, pp. 612-613.
23. ↑   Sale ricevimenti Villa del Ferlaro, su turismo.comune.parma.it. URL consultato il 3 febbraio 2017 (archiviato dall'url originale il 4 febbraio 2017).
24. ↑   Il caseificio, su montecoppe.it. URL consultato il 17 giugno 2025.
25. 1 2 3   Ubaldo Delsante, Il caseificio di Montecoppe... pag.3, su museidelcibo.it. URL consultato il 17 giugno 2025 (archiviato dall'url originale il 7 giugno 2006).
26. ↑   Ubaldo Delsante, Il caseificio di Montecoppe (Collecchio): un'ipotesi sulla sua origine, su museidelcibo.it. URL consultato il 17 giugno 2025 (archiviato dall'url originale il 12 dicembre 2007).